# خالد مسعود
خالد مسعود (بالإنجليزية: Khalid Masood)‏ (ولد باسم أدريان إلمز؛  25 ديسمبر 1964 - 22 مارس 2017) يعرف أيضا باسم خالد تشودري،  تم التعرف عليه من قبل الشرطة البريطانية على أنه مرتكب هجوم وستمنستر 2017، ويعتبر هذا الهجوم أعنف هجوم في المملكة المتحدة منذ 12 سنة. قتل خالد مسعود أثناء تبادل إطلاق النار مع الشرطة البريطانية. كان خالد مسعود يبلغ من العمر 52 سنة وهذا يعتبر أمر غريب مقارنة بالمهاجمين السابقيين فقد كانت أعمارهم في العشرينيات وأصغر.